# 海明威 (南卡罗来纳州)
海明威（英文：Hemingway），是美国南卡罗来纳州下属的一座城市。城市类型是“Town”。其面积大约为0.85平方英里（2.2平方公里）。根据2010年美国人口普查，该市有人口459人，人口密度约为每平方 英里539.37人（约合每平方公里208.26人）。